# Heinrich Finck von Finckenstein
Heinrich Graf Finck von Finckenstein (* 29. Oktober 1855 in Reitwein; † 12. November 1939 in Sandewalde bei Herrnstadt) war ein schlesischer Rittergutsbesitzer und Politiker.

## Leben
Heinrich Finck von Finckenstein wurde geboren als Sohn des Grafen Rudolf Finck von Finckenstein (* 3. Januar 1813; † 19. Mai 1886) und desser zweiter Ehefrau, Elise geb. von Roeder (* 14. Juli 1824; † 3. Januar 1864), einer Tochter des Generalleutnants Karl Ferdinand Heinrich von Roeder (1787–1856).
Nach dem Besuch des Gymnasiums in Frankfurt (Oder) und vier Jahre bis zur Reife auf der Ritterakademie Brandenburg studierte er in Bonn das Forstfach. 1877 wurde er Mitglied des Corps Borussia Bonn. Nach dem Studium blieb er bis 1888 aktiver Offizier und warde dann Herr auf Tschistey und Hochbeltsch bei Herrnstadt.
Finck von Finckenstein war Landesältester des Landkreises Guhrau mit Hauptwohnsitz Gut Sandewalde. Er war in erster Ehe mit Marie von Haugwitz (1862–1884) und in zweiter Ehe mit Sophie Freiin von Münchhausen (1858–1920) verheiratet. Aus erster Ehe stammend der Sohn, preußischer Forstmeister, Rudolf Graf Finck von Finckenstein, geboren 1883 in Fürstenwalde, verstorben 1946 im Lager Ketschendorf-Fürstenwalde, verheiratet mit der US-Amerikanerin Margaret Grant (1874–1962). Aus der zweiten Ehe gingen fünf Kinder hervor, u. a. der SA-Führer Heinrich Georg Graf Fink von Finkenstein (1894–1984).
Günther Reichsgraf Finck von Finckenstein auf Schloss Reitwein war sein älterer Bruder.